# LibriVox
LibriVox — некомерційний проєкт зі створення аудіокниг, що розповсюджуються як суспільне надбання. Станом на серпень 2016 року в рамках проєкту створено 10 000 аудіокниг.

## Авторські права
Аудіокниги записують добровольці, читаючи тексти, які є суспільним надбанням у Сполучених Штатах Америки — наприклад, багато текстів із проєкту «Гутенберг». Записи, по можливості, є суспільним надбанням, якщо громадським надбанням є самі ці тексти.

## Технічні деталі
Книги зберігаються та вивантажуються на archive.org та ibiblio у форматі MP3 128 кб/с. Archive.org конвертує їх із вже неповної якості в MP3 64 kbps та вільний від патентів формат Ogg Vorbis без вказання якості, з бітрейтом близько 70 кб/с.
Файли у вищій якості не надаються, як і файли у вільному від патентів форматі для запису мови Ogg Speex.